# Штёрдорф
Штёрдорф (нем. Stördorf) — община в Германии, в земле Шлезвиг-Гольштейн. 
Входит в состав района Штайнбург. Подчиняется управлению Вильстермарш.  Население составляет 126 человек (на 31 декабря 2010 года). Занимает площадь 7,41 км².